# Annie Goetzinger
Annie Goetzinger, född 18 augusti 1951 i Paris, död 20 december 2017 i Boulogne-Billancourt, var en fransk tecknare och serieskapare. I stort sett alla hennes verk publicerades av Dargaud. Goetzinger tecknade även för tidningarna La Croix och Le Monde.